# Быков, Егор Иванович
Егор Иванович Быков (1918—1945) — ефрейтор Рабоче-крестьянской Красной Армии, участник Великой Отечественной войны, Герой Советского Союза (1945).

## Биография
Егор Быков родился в 1918 году, 20 мая, в деревне Середкина (ныне — Боханский район Иркутской области) в крестьянской семье. Получил начальное образование, окончил курсы трактористов, после чего работал механизатором в колхозе в селе Жлобино Аларского района. В октябре 1940 года был призван на службу в Рабоче-крестьянскую Красную Армию. С июня 1941 года — на фронтах Великой Отечественной войны. К январю 1945 года гвардии ефрейтор Егор Быков был наводчиком станкового пулемёта 39-го гвардейского стрелкового полка 13-й гвардейской стрелковой дивизии 5-й гвардейской армии 1-го Украинского фронта. Отличился во время освобождения Польши.
12 января 1945 года в ходе прорыва вражеской обороны Быков выдвинулся вперёд и огнём своего пулемёта оказал помощь пехотным подразделениям в овладении тремя линиями траншей. 14 января Быков первым в своём подразделении переправился через реку Ниду в районе польского города Пиньчув и прикрывал переправу роты. 24 января на первой лодке Быков переправился через Одер в районе села Бризен в трёх километрах от города Бжег и за день принял участие в отражении шести вражеских контратак. В боях был ранен, но поля боя не покинул. 25 января Быков погиб в ходе отражения очередной немецкой контратаки.
Указом Президиума Верховного Совета СССР от 10 апреля 1945 года гвардии ефрейтор Егор Быков посмертно был удостоен высокого звания Героя Советского Союза. Также был награждён орденами Ленина и Отечественной войны 1-й степени, орденом Красной Звезды,а также медалью "За отвагу". В честь Быкова Егора Ивановича в селе Бахтай Аларского района,  установлен памятник. В 1953 году останки Быкова Е. И. перезахоронены на Мемориальном кладбище советских воинов в г. Олава Нижнеселезского воеводства, ул. Звежинецка, Польши (по подтвержденным данным поисковика Яковлева М. Н.).